# Teorema de Stone-Weierstrass
Em matemática, o teorema da aproximação de Stone-Weierstrass afirma que toda função real contínua cujo domínio é um intervalo compacto, ou seja, fechado e limitado pode ser aproximado uniformemente por polinômios.
Várias generalizações deste teorema foram estabelecidas, como, por exemplo, generalizando a família de aproximantes (que podem ser substituídos por qualquer álgebra de funções com certas propriedades) ou substituindo o domínio por um compacto qualquer.

## Demonstração da versão real
A versão real deste teorema admite uma demonstração construtiva simples usando os polinômios de Bernstein.
Seja {\displaystyle f:[a,b]\to \mathbf {R} } uma função contínua. Então para todo {\displaystyle \varepsilon >0}, existe um polinômio {\displaystyle P(x)} tal que:
{\displaystyle \|P(x)-f(x)\|_{L^{\infty }[a,b]}\leq \varepsilon }, ou seja: {\displaystyle |P(x)-f(x)|\leq \varepsilon ,\forall x\in [a,b]}.
Dem.: Sem perda de generalidade, podemos supor {\displaystyle a=0} e {\displaystyle b=1}.
Primeiramente, estabeleçamos uma estimativa:
{\displaystyle {\begin{array}{rcl}\sum _{i=0}^{n}\left(x-i/n\right)^{2}B_{i}^{n}&=&x^{2}\sum _{i=0}^{n}B_{i}^{n}-2x\sum _{i=0}^{n}i/nB_{i}^{n}+\sum _{i=0}^{n}(i/n)^{2}B_{i}^{n}\\&=&x^{2}-2x^{2}+{\frac {(n-1)}{n}}x^{2}+{\frac {x}{n}}={\frac {x-x^{2}}{n}}\leq {\frac {1}{4n}},~x\in [0,1]\end{array}}}
(Veja polinómios de Bernstein)
Como {\displaystyle f(x)} é uma função contínua em um compacto, {\displaystyle f(x)} é também uniformemente contínua. Logo existe {\displaystyle \delta >0} tal que {\displaystyle |f(x)-f(y)|<\varepsilon /2} sempre que {\displaystyle |x-y|<\delta } e {\displaystyle 0\leq x,y\leq 1} e ainda existe uma constante {\displaystyle M} tal que {\displaystyle |f(x)|\leq M}.
Agora, defina:
{\displaystyle P_{n}(x)=\sum _{i=0}^{n}f\left({\frac {i}{n}}\right)B_{i}^{n}(x)}
Como {\displaystyle \sum _{i=0}^{n}B_{i}^{n}(x)=1}, vale que {\displaystyle f(x)=\sum _{i=0}^{n}f(x)B_{i}^{n}(x)} e vale a estimativa:
{\displaystyle {\begin{array}{rcl}|f(x)-P_{n}(x)|&\leq &\displaystyle \sum _{i=0}^{n}\left|f(x)-f\left({\frac {i}{n}}\right)\right|B_{i}^{n}(x)\\&=&\displaystyle \sum _{S_{1}}\left|f(x)-f\left({\frac {i}{n}}\right)\right|B_{i}^{n}(x)+\displaystyle \sum _{S_{2}}\left|f(x)-f\left({\frac {i}{n}}\right)\right|B_{i}^{n}(x)\end{array}}}
onde {\displaystyle S_{1}=\{0\leq i\leq n:|x-i/n|<\delta \}} e {\displaystyle S_{2}=\{0\leq i\leq n:|x-i/n|\geq \delta \}}.
{\displaystyle \sum _{S_{1}}\left|f(x)-f\left({\frac {i}{n}}\right)\right|B_{i}^{n}(x)\leq \sum _{S_{1}}\varepsilon /2B_{i}^{n}(x)\leq \varepsilon /2\sum _{i=1}^{n}B_{i}^{n}(x)=\varepsilon /2}
{\displaystyle {\begin{array}{rcl}\displaystyle \sum _{S_{2}}\left|f(x)-f\left({\frac {i}{n}}\right)\right|B_{i}^{n}(x)&\leq &2M\displaystyle \sum _{S_{2}}B_{i}^{n}(x)\leq 2M\displaystyle \sum _{S_{2}}{\frac {(x-i/n)^{2}}{\delta ^{2}}}B_{i}^{n}(x)\\&\leq &{\frac {2M}{\delta ^{2}}}\displaystyle \sum _{i=0}^{n}(x-i/n)^{2}B_{i}^{n}(x)\leq {\frac {M}{2\delta ^{2}n}}<\epsilon /2,{\hbox{ se }}n>M/\varepsilon \delta ^{2}\end{array}}}
E o resultado segue, escolhendo {\displaystyle n>M/\varepsilon \delta ^{2}} e {\displaystyle P(x):=P_{n}(x)}.